# Bor és hatalom
Bor és hatalom (katalánul: Nissaga de Poder) egy katalán szappanopera, amit eredetileg 1996 és 1998 között vetített a TV3 Katalónia közszolgálati televíziója. Magyarországon az MTV1 sugározta 1997 és 1999 között, eleinte délután, később hétköznaponként a délelőtti műsorsávban.

## Cselekmény
Eulália és Mateu Montsolís testvérek, akiknek szőlőbirtokuk és borászatuk van Katalóniában Penedés településen. Egy köztiszteletben álló gazdag család tagjai. Eulália és Mateu között több van, mint testvéri szeretet, szerelmesek lesznek egymásba és vérfertőző kapcsolatukból gyerekük, Eduard születik meg. A Montsolísék nem engedhetik meg maguknak, hogy ez a súlyos titok kiderüljön, hiszen ez a botrány visszafordíthatatlan kárt okozna a családnak. Ennek érdekében elhitették a családdal és mindenki mással, hogy a gyermek, Mateu Ángels Estivillel folytatott viharos kapcsolatából született. Eduardot a Montsolís-birtok két munkása neveli fel: Tomas és Assumpció.
Csalások, gyilkosságok, ármánykodás és irigykedés a sorozat főcselekménye, melyben egy gazdag és befolyásos család tagjainak homályos kapcsolatai látható egy fojtó légkörben.

## Szereplők
| Színész             | Szerep            | Magyar hangja   |
| ------------------- | ----------------- | --------------- |
| Jordi Dauder        | Mateu Montsolís   | Ujréti László   |
| Jordi Bosch         | Raimon Montsolís  | Kőszegi Ákos    |
| Eulalia Ramón       | Àngels Estivill   | Pap Vera        |
| Muntsa Alcañiz      | Sílvia Ribalta    | Vándor Éva      |
| Eduard Farelo       | Eduard Montsolís  | Lux Ádám        |
| Merçè Montalà       | Lídia Turó        | Simorjay Emese  |
| Mónica López        | Abril Montsolís   | Timkó Eszter    |
| Miguel Sitjar       | Gabriel Montsolís | Markovics Tamás |
| Emma Vilarasau      | Eulália Montsolís | Szirtes Ági     |
| Montserrat Salvador | Mercè Aymerich    | Mednyánszky Ági |
| Nina Agustí         | Pilar Solano      | Fazekas Andrea  |
| David Selvas        | Félix Montsolís   | Széles Tamás    |